# Літературний журнал (орган СРПУ)
Літературний журнал — літературно-художній, критичний і громадсько-політичний місячник, орган Українського і Харківського обласного правління Спілки радянських письменників. Виходив у Харкові з 1936-го по 1941-й рік як продовження журналу «Червоний шлях».
Першим відповідальним редактором був Іван Кириленко, заступником редактора — Юрій Смолич, завідував редакцією Петро Ходченко. Після арешту Кириленка у 1938 році редактором став Ходченко. Членами редколегії в різний час були Олександр Копиленко, Іван Кулик, Юрій Яновський та інші.
Журнал відіграв значну роль у розвитку української літератури, критики й публіцистики. На його сторінках друкувалися відомі на той час письменники, такі як Максим Рильський, Микола Бажан, Микола Трублаїні та інші. 